# منطقه مرکزی (اسرائیل)
استان مرکز (به عبری: מחוז המרכז تلفظ: مِخُز هامِرکَز) یکی از هفت منطقه کشور اسرائیل است.

## شهرها
- رمله (مرکز منطقه)
- رخووت
- ریشون لتسیون
- لد
- یهود مونوسون
- نس زیونا
- نتانیا
- پتخ تیکوا
- قلنسوه
- رعانانا
- روش هاعین
- الطیبه
- طیره
- یبنه
- کفار سابا
- کفر قاسم
- کفار یونا
- مودیعین-مکابیم-ریعوت
- هرتزلیا
- هود هشارون
- گیوآت اشموئل
- العاد